# 조춘룡
조춘룡(趙春龍?; ?년 ~ )은 조선민주주의인민공화국의 정치인이다. 국방위원회 위원이다.

## 경력
2014년 4월 9일에 열린 조선 최고인민회의 제13기 1차 회의에서 국방위원회 위원으로 선출되었다. 해임된 백세봉 제2경제위원장을 대신에 임명되었기 때문에 미사일 개발 등 군수경제를 담당하는 제2경제위원회를 맡고 있는 것으로 추정하고 있다.